# 天才ビットくんの登場人物・キャラクター
『天才ビットくんの登場人物・キャラクター』（てんさいビットくんのとうじょうじんぶつ・キャラクター）は、NHK教育テレビで放送されていたテレビ番組、天才ビットくんに登場した人物、キャラクター、ゲストについて記述する。
続編の『ビットワールド』の出演者・登場キャラクターについてはビットワールド#登場人物（ゲスト含む）を参照のこと。

## 主要な登場人物

### 2001年度からの登場人物
セイコー
演：いとうせいこう
登場回：2001年4月6日〈第1回放送〉 - 2007年3月30日
唯一第1回放送から最終回まで出演している、本番組の主人公とでも言うべき男。高所恐怖症。
最初に建てればバグ嵐で崩壊、次に建てても爆破されたりと、度々自宅を失っては取り戻すという負の無限ループを繰り返している苦労人。
スッポンによるリセット後は、リアルワールドでかつての仲間たちと擬似的な家族を形成し、サラリーマン・糸尾せいこうとして生活していた（リセットされたため全員記憶が再構築されている）。家庭環境には恵まれず、家に帰ることさえ億劫なほどに不毛な日々を送っていたところに、リットル王子からのメールが届き、再びビットランドに帰ってくる。かつての記憶が戻った後はビットランド管理者のポストに就くが、その為に同期した過去のビットランドであるユメール王国に直接行くことができない。眠りに落ちる夢王国の住民たちを案じてはいたが、ユメール王国へ行けない腹いせにシンヤの靴下をユメール王国へ投げ込んだおかげで住民は目覚める事ができた。
北陽の二人が初登場するキューブ編では紆余曲折の末漸く念願のマイホームを入手。しかし完成した家は物語の中心である「マスターキューブ」であり、マスターキューブの影響で操られたかのようにビットタワーを駆けのぼったり、突然縄跳びを始めたり、カップラーメンを無茶食いしたりした。最期のキューブを死守するため熱湯性低気圧へ立ち向かう様は、セイコーの駄洒落の寒さに反してNHK屈指の熱さを誇るとファンの間で半ば伝説と化している。
リーダー的存在だが、もともとはちょっとナマケモノ。大事件が起きても、ちょっとクールなリアクションが持ち味。なぜかシンヤにはいろいろとこきつかわれたり、情けない一面もある。温厚で寛容な性格から他のメンバーが引き起こしたクレームを引き受ける「怒られ屋」なる職業に挑戦した事もあったが、度重なるストレスで精神が限界点に到達し激昂してしまった。
後継の番組である「天才てれびくんMAX ビットワールド」からはビットワールドの創設者となる。
ユウコ
演：YUKO（FLIP-FLAP）
登場回：2001年4月6日〈第1回放送〉 - 2005年4月8日、以降不定期
アイコの双子の姉。おっとりしているようで、意外に頭の回転が速く、妹のアイコとは対照的。
おばけが大の苦手で、ビッ校七不思議ナイトツアーや恐ろしの森へ行くのをひどく嫌がっていた。
スッポンによるリセット後、リアルワールドでは、糸尾せいこうの妻・ゆうことして生活。
ママ屋として、コッコ・ピッピ・キンタローの3匹を立派に育て上げた。2005年度・2006年度はビットランドを離れていたが、年度末に窮地に陥ったセイコー達を助けるためにアイコ・ユージンと共にビットランドに駆けつけている。
ビットランド消滅後は子供が出来ていた。
アイコ
演：AIKO（FLIP-FLAP）
登場回：2001年4月6日〈第1回放送〉 - 2005年4月8日、以降不定期
ユウコの双子の妹。一にも二にもまず食べ物というほどの食いしん坊。感情的になりやすく、箱二郎とよくケンカをしている。
スッポンによるリセット後、リアルワールドでは、糸尾せいこうの長男・あいこうとして生活（元々は長女・あいこだったのだが、リセットのショックで男になった）。
食いしん坊と言うこともあってか、「さかさまレストラン」や「ラブラブ弁当屋」など、食べ物関係の仕事が多い。2005年度・2006年度はビットランドを離れていたが、年度末に窮地に陥ったセイコー達を助けるためにユウコ・ユージンと共にビットランドに駆けつけている。

### 2002年度からの登場人物
ユージン
演：中村有志
登場回：2002年4月5日 - 2005年4月8日、以降不定期
本名はヴィットーリオ・ナカムラ・ユージンスキー。かつて亀王朝を支えた六賢人の兄弟の末っ子。江戸弁を話す。
興奮状態に陥ると、アングラ語という彼独自の言葉を話す。SIDE-Bではアングラ語をクイズとして出題。正解は諺の一部をもじったダジャレなのだが、ユージン曰く「昔の人の教え」だという。
女装癖持ち（ビットランド消滅後には女として蘇生された模様）。
ビットランドリセット直後は、スッポンの動作不良によりセイコー、かめ家、グラシアムとともに残っていたが、ほどなくスッポンが再起動し、その全てがリセットされた。リセット後、リアルワールドでは、糸尾せいこうの父・ゆうじとして生活。
コッコ、ピッピ、キンタローがエリア914Bに移ってからは、アイコやユウコと共にビットランドを離れている。2005年度・2006年度はビットランドを離れていたが、年度末に窮地に陥ったセイコー達を助けるためにユウコ・アイコと共にビットランドに駆けつけている。
ミク
演：早乙女未来
登場回：2002年4月5日 - 12月20日、2003年9月19日 - 2004年2月6日
かつての亀王朝プリンセス。亀王朝がバグ嵐に襲われた際、ダグダグの手によって、ユージン、箱一郎と共にポットシップ号で地下世界へ避難させられる。ダグダグからもらったドリルを肌身離さず持っており、地下世界を日夜探検していた。奈良弁を話す。
スッポンによるビットランドリセット後もなぜか記憶を失わず（天才ビットくん グラモンバトルで判明するが、リセットの衝撃で欠片として別の空間に吹き飛ばされた為、記憶を失う事が無かった。）、かめっぷうとともにビットエンジンに乗り込みサイバー空間をさまよっていた。
後に、亀王朝滅亡後に建国されたユメール王国にタイムスリップ。本来の歴史では滅亡するはずだったユメール王国を救い、新しいプリンセスとなる。しかし、ユメール王国を覆った「嵐なしドリームドーム」の影響でビットランドからユメール王国にアクセスできなくなり、ミクと二度と会うことはできなくなった。

### 2003年度からの登場人物
シンヤ・プラワン
演：上田晋也（くりぃむしちゅー）
登場回：2003年4月11日 - 2007年3月30日
チョビット自治国の王子の執事としてやってきたエルフ耳の男。当初は慇懃無礼で狡猾なイメージが強かったものの、次第に（主人であるリットル王子と離れた辺りから）気性の荒い悪漢兼憎めないギャグキャラとして扱われるようになる。事あるごとにアイデアを利用して金儲けしようと企むが、危ない目にあうとすぐに弱気になる。また2003年度のスペシャルで過去のビットランドにタイムスリップした際（このスペシャルは2002年度2学期のリセットまでを振り返る総集編）には欲望と本能のままに暴れ回った挙げ句、バグハグ大王の弟子になろうとした。過去にはナオミホワイトと交際していた。ケメコの事を毒キノコと呼び、陰で悪口を言うたびに巨大化したケメコに怒られるのがお約束に。2007年2月2日に放送された回では、たまたま隣にケメコがいたのを見たセイコーに「お似合いの二人だね」と言われたこともあった。
ビットランド消滅後はチョビット自治国の財務大臣に就任した。

### 2005年度からの登場人物
サオリエッタ・イトチェンコ
演：伊藤さおり（北陽）
登場回：2005年4月8日 - 2007年3月30日
通称「イトッチ」。元々は温度で膨張し家として利用可能な空間を形成する奇跡の建材・インスタントキューブを売り捌くキューブドア社に勤めていたキャリアウーマンだったが、不正がバレた事で相方・アブッチと共にリストラされ、ビットランドで暮らすことに。大の甘い者好きで食い意地が張っているためダイエットは成功した例がないそう。自分では「デキる女」だと思っているので、相棒のアブッチにはきつく当たることも。
ビットランド消滅後はアブッチと共に不動産会社で成功を収めた。
アブダラ・ザ・ブッチ
演：虻川美穂子（北陽）
登場回：2005年4月8日 - 2007年3月30日
通称「アブッチ」。イトッチと共にキューブドア社から追い出されて暮らしている。IQ180の頭脳を誇る天才的なエンジニアだが、エキセントリックな性分が災いし変な発明をしてしまうことが多い。機械類に強い理系の癖に細かい計算は苦手で、少々間の抜けた所もある。また、考える前に喋り出すので収拾がつかなくなることも。気は優しいが、我慢の限界を超えると急に切れ出すという噂がある。素敵な男性に弱い。
RIO（リオ）
演：近内里緒
登場回：2005年9月23日 - 2007年3月30日
記憶を無くした少女。正体はロボットで本名はR10（アール・テン）。キューブドア社長を父に持つ。初期はロボットらしく高速移動をしたりしたが、現在は普通の女の子で特別な能力は発揮していない。本人もロボットである事を忘れている。
水を自由に操ったり、ビットモンと会話する不思議な能力がある。実はゲーム好きらしい。美少女キャラという位置付けの為か、ゲストの男性から要らぬ好意を寄せられることもしばしば。

## キャラクター
箱二郎（はこじろう）
声：岡野浩介
登場回：2001年4月6日 - 2002年12月20日、以降不定期
ビットランドのホストコンピュータ。型番はBOX-TYPE2で、箱一郎の弟にあたる。デスマス調で話す。当初は名前が無かったが、募集により箱二郎に決まった。生まれた時からビットランドにいるため、ビットランドにセイコーすら及ばない愛着を持っており、地下世界へ避難する際、ゆめれおんと引き換えにビットランドに残り、その後凍結により機能停止する。氷河期が終わりビットランドが復活した後、不老長寿乾の力で復活する。
最終的にバグハグ大王に洗脳され、スッポンでのリセットとともに消滅する。後に、リセットする前にバックアップデータを残していたことが判明し、彼の機能はビットモバイルとして、また記憶はビット歴史館の箱二郎SOSタイプ（後述）としてそれぞれ引き継がれる。以降は登場しなくなったがビットミュージアムの過去の記憶などに登場する。
箱一郎（はこいちろう）
声：岡野浩介
登場回：2002年4月5日 - 12月20日、以降不定期
亀王朝のホストコンピュータ。型番はBOX-TYPE1で、箱二郎の兄に当たる。時々変なフランス語を話す。ポットシップ号で地下に運んできたアイテムを呼び出すが外見が大幅に異なったり巨大化させたりしてしまう。途中パワーアップデバイスを使用し、フランス語に磨きがかかり髭が生えた。ビットエンジンの熱暴走を止めるため自身の力を使い果たし、弟を救うため自ら機能を停止した。その健闘を称え、レクイエム『あいのうた』が作られた。後に六賢人の導きでバグハグ大王を倒すため、新しく作られた不老長寿乾で復活、かめっぷうと融合しスッポンに変化、全てのデータを消した。
リットル王子 / リットル国王
声：岡野浩介
登場回：2003年4月11日 - 10月3日、以降不定期
チョビット自治国の王。王子時代にリセットされたビットランドを再建する為、セイコー達をビットランドへ導く。ユウコに惚れていたが、想いを打ち明けることなく、王位継承のためビットランドを去る。しかし、彼の想いは残してきたアルバムによって伝えられた。
その後は国王として主にワンダーベビルくんの総集編に登場。最終回でビットランドの全生物を引き取り、ビットワールド誕生後はシンヤを財務大臣に任命する。
ハコDOS（ハコドス）
声：岡野浩介
登場回：2003年11月14日 - 2004年2月6日
ユメール王国のホストコンピュータ。口癖は回転しながら「どすぇ」。因みに、名前にある「DOS」はスペイン語で数字の「2」を意味する。
箱二郎SOSタイプ（はこじろうSOSタイプ）
声：岡野浩介
ビットランド歴史館におり、その名の通り主に緊急時に使用する。ビットランドの歴史を管理しており、過去のプログラム内に異物が入った場合、異物を消去する役割を担う。かつての箱二郎と違い若干冷酷。
ビットキング
ビットランドのマスコットキャラ的存在。時々現れてはビットランドを救う。チビットくんが王冠をかぶったような姿をしている。番組の中で実際に「ビットキング」と呼ばれているわけではない。（グラモンバトルチャンピオン大会のトロフィーにこのキャラクターが乗っており、それが「ビットキングトロフィー」と呼ばれていることから、「ビットキング」という名前であると知られるようになる。）
バグハグ大王
サイバー世界の破壊神。2003年度までの劇中の悪役。バグリンを従え、彼らを使い「バグ嵐」を発生させる力を持つ。トゲのついた箱に、手足が生えたような姿をしている。初登場時はかめっぷうの中にいた小さな姿だったが、人間より巨大な姿になるなどサイズが頻繁に変わる。
ビットモンに憑依し洗脳する能力を持ち、亀王朝時代からビットランドに何度も襲いかかってきた。この能力はバグリンにも引き継がれている。
亀王朝を滅ぼし、ユメール王朝にも手を伸ばす。バグリン達にゆめれおんを操らせ、国中の人間に強制催眠を起こしていた。バグリン達が吐き出されると、バグ嵐を起こし、自身は王宮内に潜入。ミクとダグダグに襲いかかったが、ゆめれおんによって動きを止められ、「嵐なしドリームドーム」発動によって時空の彼方に吹き飛ばされた。
セイコー達が登場した後はかめっぷうを隠れ蓑にして各地にバグリンを放つ。正体が見破られると、ビッ校をバグリンで埋め尽くしてハッキングし、ビッ校の形状を利用して巨大バグ嵐を起こしビットランドを壊滅させた。だがエンジェルベアーから出たハピリーによってバグリンがチビットくんに変化してしまい、ハッピー嵐によって南の島に吹き飛ばされた。
悪役ではあるが、ギャグキャラでもあり、南の島ではサングラスをかけて日光浴をするなど意外とエンジョイしていたが、秘密裏にビットランドに戻り、再びビットランドを掌握するために動き出す。「ビットエンジン」の温度調節機能を破壊し、アイスバグリン製造装置に改造。「バグ吹雪」を起こし、ビットランドを凍結した。凍ったビッ校でスキーを楽しむが、箱一郎の決死の覚悟により修理され常温に戻り、その衝撃でまたもや吹き飛ばされた。
度重なる失敗に反省し、力を用いずに征服を試みる（セイコー達に教えられたとのこと）。人型のアフロロボを操り探偵シン(声：三宅弘城)を名乗ってセイコー達に近づき、セイコー達に仲違いを起こす。正体がバレるとバグリンの総攻撃でビットランドを征服、「バグランド」を建国した。野望をかなえた直後、スッポンによってビットランドごと消滅した。
その後、悪のエネルギーを感じとった「マスター・キューブ」の仮の姿がバグハグ大王だった（もちろん本人ではない）。
チビットくん
バグリンとエンジェルベアーの羽から現れたハピリーとが合体し誕生した。大変働き者で、バグ嵐によって壊滅的被害を受けたビットランドを夏休み返上で見事復旧させた。
ケメコ
声：新谷真弓
登場回：2006年4月7日 - 2007年3月30日
メケメケランドなる世界からビットランドに突然やって来た謎の少女。普段はセル画アニメで描かれる可愛らしい小柄な少女だが、怒ると巨大化する（この時、普段は隠れている両手が袖から飛び出す）。アイデアを1000個集めるまでメケメケランドには帰れない。今の姿は本当の姿ではないが、結局正体を明かすことはなかった。
遠く離れ離れになった恋人「ダーリン」と携帯電話でメールのやりとりをしているが、2007年2月2日の放送で破局。顔は紹介されずじまい。そのショックから巨大化したうえで泣きだし、ビットランドを水没させかけたこともある。またアイデア1000個紹介が今のペースでは間に合わないことを知ったショックの影響からかケメコの機能がストップし動けない状態に陥ったこともある。
「ビットワールド」ではセイコーの相方になる。
一人称は「あたい」が多いが、「あたし」等も使っている事もある。口癖は「だわさ」。サイケデリックなキノコのような帽子(ケメコ自体がキノコの一種であるかのような描写は作中至る所にあるため着脱可能なものかは不明)をかぶっており、普段着はジャージ。
ケメコの言う「あのお方」
声：滝口順平
登場回：2006年度以降
ケメコを今の姿にした謎の人物。憑依能力を持ち、たびたびイトッチに乗り移ってケメコの前に現れる事がある。集めたアイデアの力でビットワールドを作った。尚、アイデア1000個紹介を達成した時、ケメコを元に戻そうとしたが、元の姿を忘れていたため、戻すことが出来なかった。外見はキューブが崩れるようなデータのような姿。

## Bレーベル（2002年10月 - 2005年2月25日）
岡田徹（ビットール岡田）
BANANA ICE（不定期）
The Bittles
演：川邉玄佳、鈴木ミカリ、熊本野映、渋江夏奈、三浦将太
登場回：2002年11月 - 2005年2月25日
ZOT ONE

## BIT TECH

### 2001年度
明和電機3代目社長
演：土佐信道
- オリジナル楽器づくり第1弾『ノッカー』
- オリジナル楽器づくり第2弾『プチ・マリンカ』

2002年度も登場。生放送のビッ会にも何度か登場し、箱一郎の再起動時に電話でアクセスすることで充電される画期的な乾電池を提供（社名のみでの出演）。
デザイナー
演：小原秀一
ビットランドの裏側、アニメーションの作り方
東京工業大学機械物理工学科機械宇宙システム専攻教授
演：広瀬茂男
- 前編/The VUTONやACM3、蒼竜を見学
- 後編/アイコとユウコが実際にスカベンジャーをつくる（同年8月には大会に参加）。

建築家
演：隈研吾
ユウコとアイコが10年後の自分が住みたい家を設計し、模型を製作。
グラフィックデザイナー
演：原研哉
オリジナルパスタのデザイン。
料理研究家
演：貝谷郁子
オリジナルパスタをつくる
顔博士
演：原島博
ユウコとアイコの顔の違いを分析。
脇屋奈々代
簡単手軽な「テレビでプラネタリウム」の作り方
作詞家
演：いとうせいこう
ビッ校校歌作詞。
音楽家
演：岡田徹（ビットール岡田）
ビッ校校歌作曲、チャイム作曲
この他、ビットランド音頭や、Bレーベルの曲も作曲するなど、何度も登場している。
照明デザイナー
演：面出薫
- 前編/都内各地の照明、面出自身がデザインした照明を見学
- 後編/子供部屋の照明をデザイン、ミラーボール作成

ワークショップ
演：皆川哲
鉛筆でルアー製作
ラッキィ池田
ビットランド音頭の振付
辻井重男
大反省の滝の裏から出てきた暗号の解読に協力。
ファッションデザイナー
演：山本寛斎
防寒着のデザイン

### 2002年度
日比野克彦
色採集、地下世界の壁をデザインしよう
イタリアンシェフ：山田宏巳
愛と気合いのスペシャル弁当
メディアアーティスト：岩井俊雄
かめっぷうのお腹から発見された「驚き盤」の解読に協力。その後度々出演。
モデル：はな
おいしいおやつの作り方
- 前編/アイスクリーム用のコーンの上にチョコレートカスタードを乗せた「Fluffy Icecream Corn」
- 後編/さつまいものスープの中に白玉が入った「Sweet Autumn Soup」

写真家・スーパーカリスマカメラマン：平間至
新生ビットランドイメージポスターを作るため、急遽マジカルミステリー撮影ツアーを挙行。キャッチコピーは「ウキウキするね！」。
- 前編/戸越銀座商店街と河口湖
- 後編/遊園地とドギーパーク

このツアーではBIT TECH初の全員参加。
パティシエ：高木康政
オリジナルおやつの人気投票で見事1位の「ふたごデザート」をユージンとアイコが作る。
テルミン演奏者：竹内正実
楽器に直接触れることなく、空間にかざした手の動きによって演奏する「テルミン」をビットール岡田の紹介で実際に体験。
- 前編/テルミンの使い方。
- 後編/ユウコアイコ合奏。

### 2003年度
ぬいぐるみ作家：竹川亜矢子
フィギュアデザイナー：中田英恵、コンピュータエンジニア：深川奈々絵
ビットランドのマスコットキャラクター「いちごずきんちゃん」の製作に協力。
ラジコンデザイナー：相原正和
ビットランドマスコットカー候補の「くもカー」と「ソングジェット号」の製作に協力。
漫画家：楳図かずお、特殊メイクアーティスト：原口智生
- 前編/ホラーハウス作りに向け、恐怖の法則を学ぶためにお化け屋敷を体験。
- 後編/特殊メイクで実際にお化けになりきり、驚かし方を体験。

風鈴職人：篠原儀治・篠原キク
新生ビットランドのオリジナルグッズ「フーリーン」の作製。
料理人：森野熊八
さかさまレストランのシェフ。
- 前編/食べ合わせ選手権でボツになった「ぶうチース」と「イカにもナタデココ」を熊八流にアレンジし復活。
- 後編/熊八シェフオリジナルの食べ合わせメニュー、えびスナックを使った「トムヤムクン？」と青のり、チーズ、とろろ昆布を揚げた「とってもカキフライ」を紹介。

この他、正月にはオリジナル食べ合わせおせち作りに協力。
オルゴール博物館：名村明日子
学研『科学』編集長：湯本博文
暗号解読のため蓄音機について聞く。

### 2004年度以降
打楽器研究家：山口とも
ロン毛町祭りの手作り楽器の作製に協力。
イタリア料理店・シェフ：日高良実
「恋がかなう！！ハート弁当」で料理のコツを教わる。
国立精神・神経センター室長・医学博士：白川修一郎
- 他

## ゲスト

### ビッ校教師
ビッ校長 / サバイバル番長 / はてなヤロー / 冷魂：林家こぶ平（不定期）
校長自ら授業を行う。主に"笑い"についての授業を行う。2001年度には視聴者からダジャレを募集し、ダジャレの授業を行った。
地下ではサバイバル番長、はてなヤロ→のアイデアを実現した際、ビッ校長に似たようなものが出来上がり、寒いダジャレを連発。セイコーたちから「あれはビッ校長じゃないか？」と指摘された。地下ではこの他に温暖化対策のアイデアとして採用された「さぶーハウス」の中でも登場。
その後、スペシャルで新しい先生を選んだ末にクビになった。
ビッ校生活科教師：岩井七世（2004年7月16日 - 以降不定期）
ビッ校外国語教師：イザベルとベネ（2004年7月16日 - 以降不定期）
ビッ校音楽教師・ビットール・オカダ：岡田徹
音楽に関しては授業内だけでなくライブハウスなどでも活躍する。
ビッ校音楽教師：テツandトモ（不定期）
不定期だが他の先生より多く呼ばれている。
ビッ校図画教師 / キクコ（2007年度）：きくりん（2004年7月16日 - 以降不定期）
不定期だが他の先生より多く呼ばれている。
ビッ校体育教師：なかやまきんに君（2004年7月16日 - 以降不定期）

### ビットハウジングの来客
ユンジェリーナ・ユン・ソナータ：ユンソナ（2005年4月22日 - 29日、以降不定期）
サイバー空間一の美人女優。「仕事の合間に元気を回復出来る部屋」を紹介してもらうべくやってきたビットハウジングの最初の依頼人。
ポッチャーリー・ジョーンズ・ウチヤマ：内山信二（2005年5月6日 - 13日、以降不定期）
弱気な根性を鍛えるべく、冒険家にぴったりの「スリル満点の部屋」を紹介してもらうべくビットハウジングに依頼した。
波田冗句：波田陽区（2005年5月20日 - 27日、以降不定期）
妖ギター『妄利須丸』を持つミュージシャン。不用意な事を聞いて激怒すると「波田ブラック冗句」になってしまい、周囲を滅多切りにしてしまう自分を変えてもらう部屋を探すべく、ビットハウジングに依頼した。
アブッチとはかつてはコンビだったが、サイバー空間最大の音楽事務所の社長・金儲毛 下井造（かねもうけしたいぞう）に自分だけスカウトされた事でコンビを解消し、自身も下井造のやり方に不満を抱き事務所を去っていた（なお、アブッチと再結成した際、甚だ音痴なコンビだった事が判明した）。
音波姫、初代フォルテ王：乙葉（2005年6月3日 - 10日、以降不定期）
フォルテ王国の王女。教育係執事によると姫の大きな笑いは先祖代々伝わる国を滅ぼすほどの力を持つ。
ホンコン：ほんこん（2005年6月3日 - 10日、以降不定期）
音波姫の王女教育係執事。
アンガー・タナカ / ルーズ・ヤマネ：田中卓志 / 山根良顕（アンガールズ）（2005年6月17日 - 24日、以降不定期）
サイバー工科大学（CIT）の学生。16年生という落ちこぼれ。卒業研究を作るためにやってきた。超能力を使える。キューブハウスを元に、超能力で欠陥のあるビットタワーを建てる。タナカは喋りがグダグダの留年歴16年。ヤマネはタナカの後輩で先輩の台詞をよく取っている留年歴15年。

### グラモンバトル/ビットモンデュエル
ネモネモ：根本はるみ
マリリン・カンコン：関根麻里
イケチャン：池田貴史
「ケメケメカップ」にて優勝したアフロヘアーのファンキーミュージシャン。
クリィーミィーアリタ：有田哲平（くりぃむしちゅー）

### その他
ジュン・マンジロー：みうらじゅん（2003年4月11日 - 25日、以降不定期）
ナホミ・ホワイト：松嶋尚美（2003年5月9日 - 23日）
ダグダグ / ユメール国王：不明（2003年11月14日 - 2004年2月6日）
亀王朝時代、バグ嵐からミクとユージンを救うために箱一郎とともにポットシップ号に乗せ、地下世界に避難させる。
亀王朝滅亡後、ユメール王国を築き、国王となる。
カシュー：賀集利樹（2004年5月14日 - 21日、以降不定期）
完璧なヒーローを目指している。「カシューボム」「カシューオニオン」「カシューパンチ」「カシューキック」「カシューナッツ」といった技を持つ。
カネコノミヤ・タカトシーニ・デル・カネーロ：金子貴俊（2005年2月18日 - 3月4日、以降不定期）
ターヤ&カーヤ：角田拓也 / 角田和也（ザ・たっち）
ビットランドの海の孤島に住んでいた原住民。はっぱ人である。また"ザ・たっち"（芸人）としては音波姫に呼び出され双子であることを生かしたネタやホリエモン（ライブドアの堀江社長）のモノマネを披露した。
ジャン・ピエール・タッキーニ：ピエール瀧（2005年9月16日 - ）
キューブドア社長。マスターキューブを手に入れるためビットランドに来た。
ウエンツ瑛士
マギー審司
加藤夏希